# Jonas Edler

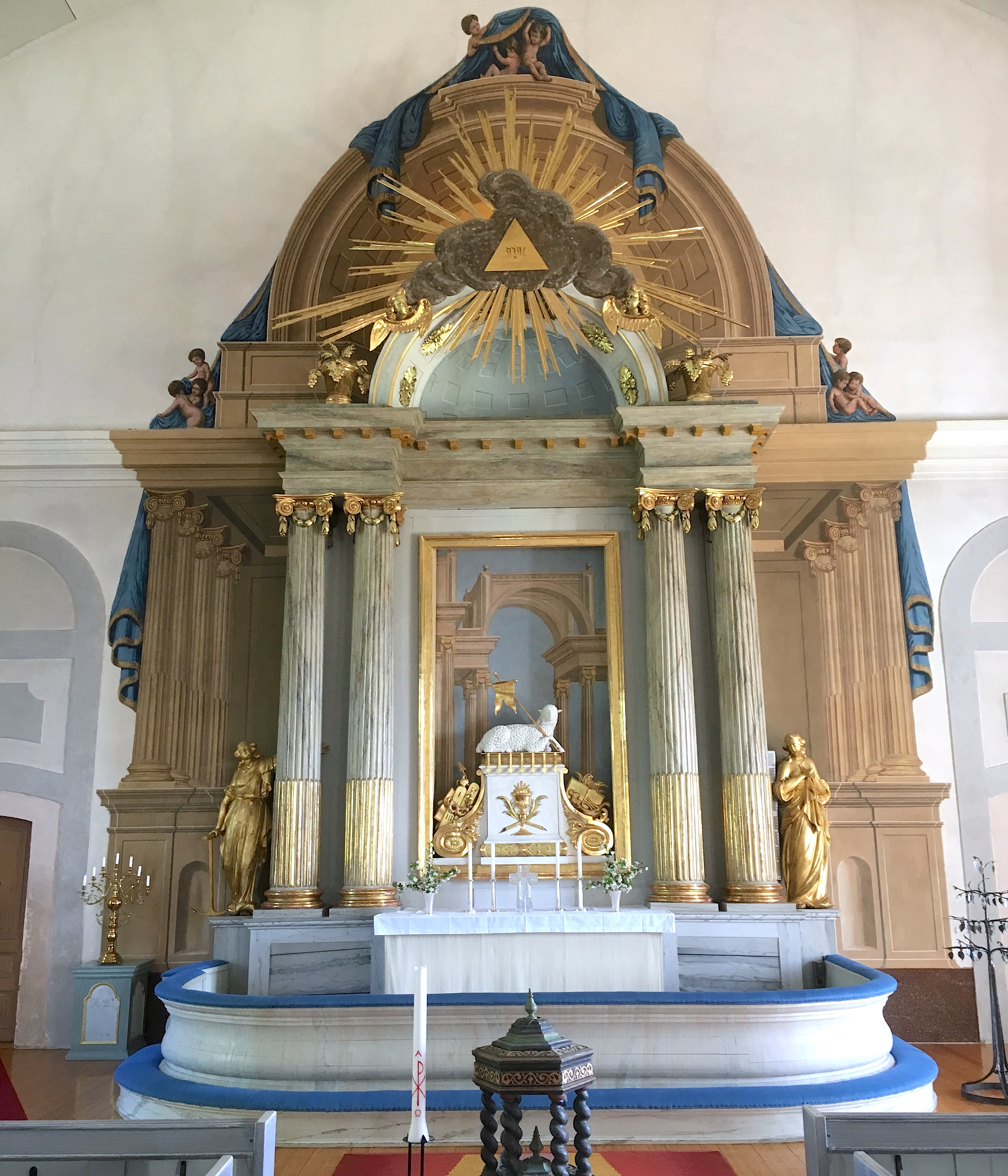
Huvudaltaret i Bergs kyrka, Jämtland utfört av Jonas Edler och målaren Pehr Sundin 1802.

Jonas Johansson Edler, född 21 december 1764 i Lövsta i Sundsjö socken i Jämtland, död 4 november 1832 i Änge i Lockne socken, var en svensk bildhuggare. 
Jonas Edler var son till Johan Edler den äldre och liksom denne arbetade han främst med kyrkoinredningar.
Efter att som ung ha assisterat fadern vidareutbildade sig Edler 1794–98 i Stockholm. Till hans första arbeten därefter hörde utförandet av altaruppsats, predikstol, läktarskrank och dopängel i Lits kyrka i Jämtland. Senare utförde han även liknande arbeten i Bergs kyrka i Jämtland (1802), Jättendals kyrka i Hälsingland (1813), Gudmundrå kyrka i Ångermanland (1823–25), Hässjö kyrka i Jämtland (1825) och Nordingrå kyrka i Ångermanland (1828). Troligen har han även gjort predikstolen i Sundsjö kyrka.